# شراب قرمز
شراب سرخ یا شراب قرمز نوعی شراب است که از انگور تیره به‌دست آمده‌است. رنگ سرخ این شراب در جریان تخمیر از حل شدن مواد رنگی پوست انگور در الکل می‌آید. اگر پوست انگور را پیش از تخمیر جدا کنند شراب سفید به دست می‌آید. از بهترین نوع انگورها برای شراب قرمز، انگور شانی است. از انار و گیلاس هم می‌توان شراب قرمز تهیه کرد.
شراب قرمز نوعی نوشیدنی الکلی است که از انگور تخمیر شده تهیه می‌شود. رنگ خود را از انگورهای قرمز یا سیاهی که در فرایند تولید استفاده می‌شود، می‌گیرد، جایی که پوست انگور در تماس با شیره است. این تانن‌ها و رنگدانه‌ها را به شراب اضافه می‌کند.
شراب قرمز بسته به نوع انگور و منطقه ای که در آن تولید می‌شود می‌تواند طعم متفاوتی داشته باشد. برخی از انواع رایج شراب قرمز عبارتند از کابرنه سووینیون، مرلو، پینو نوآر و شیراز.
نوشیدن شراب قرمز در حد اعتدال با فواید بالقوه سلامتی مرتبط است. اعتقاد بر این است که حاوی آنتی‌اکسیدان‌هایی است که می‌تواند به کاهش خطر بیماری قلبی، بهبود عملکرد مغز و خواص ضد التهابی کمک کند.
شراب قرمز اغلب همراه با غذا میل می‌شود و طعم آن می‌تواند مکمل طیف گسترده‌ای از غذاها باشد. بسته به ترجیح شخصی و شراب خاص، معمولاً در دمای اتاق یا کمی دمای سرد سرو می‌شود.
با این حال، توجه به این نکته مهم است که مصرف بیش از حد الکل می‌تواند اثرات منفی بر سلامتی داشته باشد و توصیه می‌شود شراب قرمز را در حد اعتدال بنوشید.